# Stanislas Krzesinski
Stanislas Krzesinski, né le 13 février 1976, est un joueur de rugby à XV français qui évoluait au poste de troisième ligne aile au sein de l'effectif du Sporting club albigeois (1,92 m pour 98 kg). Il joue actuellement avec le Sporting club mazamétain en Championnat de France de 1re division fédérale. Ses racines polonaises ont fait qu'il a aussi été sélectionné par l'Équipe de Pologne de rugby à XV, et est devenu son capitaine.

## Carrière
- Brassac : 1995-2001
- SC Albi : 2001-2009
- Sporting club mazamétain : 2009-2010
- Brassac : 2010-2016
- Équipe de Pologne de rugby à XV

## Palmarès
- Vainqueur des phases finales du championnat de France Pro D2 : 2006